# Coppa del mondo 2 litri costruttori 1996
Il Campionato del mondo rally 2 litri 1996 è la 4ª stagione della Federazione Internazionale dell'Automobile (FIA) e del Coppa del mondo 2 litri costruttori (2-Litre WC).

## Calendario
| Round | Data                | Rally                     |
| ----- | ------------------- | ------------------------- |
| 1     | 20–25 gennaio       | Rally di Monte Carlo      |
| 2     | 6–8 marzo           | Rally del Portogallo      |
| 3     | 29 aprile –1 maggio | Tour de Corse             |
| 4     | 4–6 luglio          | Rally d'Argentina         |
| 5     | 27–30 luglio        | Rally della Nuova Zelanda |
| 6     | 13–16 settembre     | Rally d'Australia         |
| 7     | 4–6 novembre        | Rally di Catalogna        |
| 8     | 23–25 novembre      | RAC Rally                 |

## Risultati
| Nome Rally                                          | Data d'inizio e fine | Podio finale (Tempo finale)                                                                | Podio auto                                                                 |
| --------------------------------------------------- | -------------------- | ------------------------------------------------------------------------------------------ | -------------------------------------------------------------------------- |
| 64th Rallye Monte Carlo                             | 20–25 gennaio        | 1. François Delecour (5:28:24) 2. Yevgeniy Vasin (5:48:34) 3. Erwin Weber (5:49:41)        | 1. Peugeot 306 Maxi 2. Opel Astra GSi 16V 3. SEAT Ibiza GTi 16V            |
| 30th TAP Rallye de Portugal                         | 6-8 marzo            | 1. Jesús Puras (5:39:30) 2. Pavel Sibera (5:42:01) 3. Erwin Weber (5:48:57)                | 1. SEAT Ibiza GTi 16V 2. Škoda Felicia Kit Car 3. SEAT Ibiza GTi 16V       |
| 40th Tour de Corse - Rallye de France               | 29 aprile-1 maggio   | 1. Philippe Bugalski (5:18:36) 2. Gilles Panizzi (5:20:43) 3. François Delecour (5:21:12)  | 1. Renault Mégane Maxi 2. Peugeot 306 Maxi 3. Peugeot 306 Maxi             |
| 16th Rally Argentina                                | 4-6 luglio           | 1. Gabriel Raies (6:25:28) 2. Walter Suriani (6:26:19) 3. Emil Triner (6:28:26)            | 1. Renault Clio Williams 2. Renault Clio Williams 3. Škoda Felicia Kit Car |
| 26th Smokefree Rally New Zealand                    | 27-30 luglio         | 1. Emil Triner (4:57:20) 2. Erwin Weber (4:58:01) 3. Nobuhiro Tajima (5:08:45)             | 1. Škoda Felicia Kit Car 2. SEAT Ibiza GTi 16V 3. Suzuki Baleno            |
| 9th API Rally Australia                             | 13-16 settembre      | 1. Pavel Sibera (4:52:18) 2. Erwin Weber (4:53:38) 3. Emil Triner (4:54:32)                | 1. Škoda Felicia Kit Car 2. SEAT Ibiza GTi 16V 3. Škoda Felicia Kit Car    |
| 32º Rallye Catalunya-Costa Brava (Rallye de España) | 4-6 novembre         | 1. Oriol Marco Gomez (4:18:22) 2. Jaime Azcona (4:23:17) 3. Josep Maria Bardolet (4:23:31) | 1. Renault Mégane Maxi 2. Peugeot 306 S16 3. SEAT Ibiza Kit Car            |
| 52th Network Q RAC Rally                            | 23-25 novembre       | 1. Stig Blomqvist (5:02:02) 2. Mark Higgins (5:09:11) 3. Grégoire de Mevius (5:11:20)      | 1. Škoda Felicia Kit Car 2. Nissan Sunny GTi 3. Renault Mégane Maxi        |